# Crotalaria ruspoliana
Crotalaria ruspoliana är en ärtväxtart som beskrevs av Emilio Chiovenda. Crotalaria ruspoliana ingår i släktet sunnhampor, och familjen ärtväxter. Inga underarter finns listade i Catalogue of Life.